# Кура
Кура (Карасую, Мтквари; на турски: Kura; на грузински: მტკვარი; на азербайджански: Kür) е най-голямата река в Закавказието, протичаща по територията на Турция, Грузия и Азербайджан, с дължина 1364 km и площ на водосборния басейн 188 хил. km². Името ѝ идва от Курош, персийското произношение на името на цар Кир Велики.

## Течение

### Горно течение
Река Кура води началото си от северните склонове на хребета Аллахюекбер (северозападната част на Арменската планинска земя), във вилаета Ардахан, Североизточна Турция. В началото тече на северозапад във висока планинска котловина, като минава край град Гьоле. След това постепенно завива на север и североизток, заобикаля от запад масива Угурлудаг, минава през административния център Ардахан е при турското село Кертенекьой навлиза в пределите на Грузия, като в началото на протежение от около 13 km служи за граница между Турция и Грузия. На турска територия най-големият ѝ приток е река Чот (ляв).
На територията на Грузия река Кура завива на север, а след сгт Аспиндза, на северозапад като тече по западната периферия на планинска котловина, разположена между хребетите Ерушетски на запад и Самсарски на изток. В този участък отдясно получава притока си Паравани. Източно от град Ахалцихе, при устието на левия ѝ приток Кваблиахичай остро завива на североизток и навлиза през дългото и тясно Боржамско дефиле, между хребетите Месхетски на запад и Триалетски на изток. При град Хашури излиза от дефилето, завива на изток и долината ѝ значително се разширява. Преминава последователно през градовете Карели, Гори, Каспи, Мцхета и столицата Тбилиси, където завършва горното ѝ течение. В този участък основни притоци на реката са: Проне, Голяма Лиахви, Меджуда, Лехура, Ксани, Арагви (леви); Дзама, Тана, Тедзами (десни).

### Средно течение
След Тбилиси Кура завива на югоизток и следва тази посока до устието си. Преминава през град Рустави и при устието на десния си приток Храми напуска Грузия и навлиза на територията на Азербайджан. Тук реката получава следните притоци: Аргали, Шорсу, Алазани (леви); Акстафа, Ахум, Таузчай, Дзегамчай, Шамкирчай, Кошкарачай, Гянджачай, Кюрбокчай (десни). В средното си течение долината на реката значително се разширява и много често руслото ѝ се разделя на ръкави. Покрай десния ѝ бряг е разположено Борчалинската равнина, а покрай левия – безводната Караязка степ. След устието на най-големия си ляв приток Алазани Кура навлиза в сухи степни райони. В района на град Мингечаур проломява ниското скалисто възвишение Боздаг, където е съоръжена преградната стена на голямото Мингечаурско водохранилище.

### Долно течение
След изтичането си от Мингечаурското водохранилище Кура навлиза в обширната Куро-Аракска низина и оттук започва долното ѝ течение. В този участък тече в ниски брегове, коритото ѝ силно меандрира, като на места е коригирано чрез предпазни диги. На 236 km от устието си, от дясно приема най-големия си приток Аракс. Други по-големи притоци в долното ѝ течение са: Алиджанчай, Турианчай, Карасу, Геокчай (леви); Кюрокчай, Геранчай, Тертер (десни). При вливането си в Каспийско море при град Нефтечала образува делта с площ от 100 km². По долното ѝ течението ѝ са разположени градовете Мингечаур, Евлах, Зардоб, Сабирабад, Али Байрамли, Саляни и Нефтечала.

## Хидроложки показатели
Подхранването на реката е преобладаващо снежно (36%), подземно (грунтово, 30%), дъждовно (около 20%), ледниково (14%). Среден годишен отток на границата между Турция и Грузия около 30 m³/s, при Тбилиси 205 m³/s, при Мингечаур 402 m³/s, в устието 575 m³/s. Основната част от оттока (60 – 69%) преминава през пролетта. Колебанията на нивото и оттока на река надолу от град Мингечаур зависят от количеството вода изпускана от Мингечаурското водохранилище. Оттокът се приближава към естествения си само надолу след устието на Аракс. Нагоре от Мингечаурското водохранилище пролетното пълноводието започва в края на март, максимум през май, понякога през юни и спад в края на юли. Характерно явление за реката са периодичните прииждания в резултат на поройни дъждове през лятото и бързото топене на снеговете през пролетта. През зимата нивото на реката е устойчиво. Водата на Кура се отличава с голямата си мътност, като в долното си течение се колебае от 1900 до 2325 gr/m³, а количеството на наносите достига до 21 млн. тона годишно, поради което делтата ѝ ежегодно нараства със 100 m.

## Икономическо значение
Икономическото значение за селищата и страните, през които преминава реката, е голямо. По нейното течение и по притоците ѝ са изградени няколко язовира, най-голям от които е Мингечаурското водохранилище, в основата на които са съоръжени ВЕЦ-ове. След Тбилиси водите на реката масово се използват за напояване. По голям канал се подава вода на юг към река Аракс. В миналото реката е била плавателна до Тбилиси, а сега само до град Евлах могат да навлизат плиткогазещи съдове. За съжаление през последните години екологичното състояние на реката е критично, като нивото на вредните вещества надвишава няколко пъти границите на допустимите норми.